# Orbiane

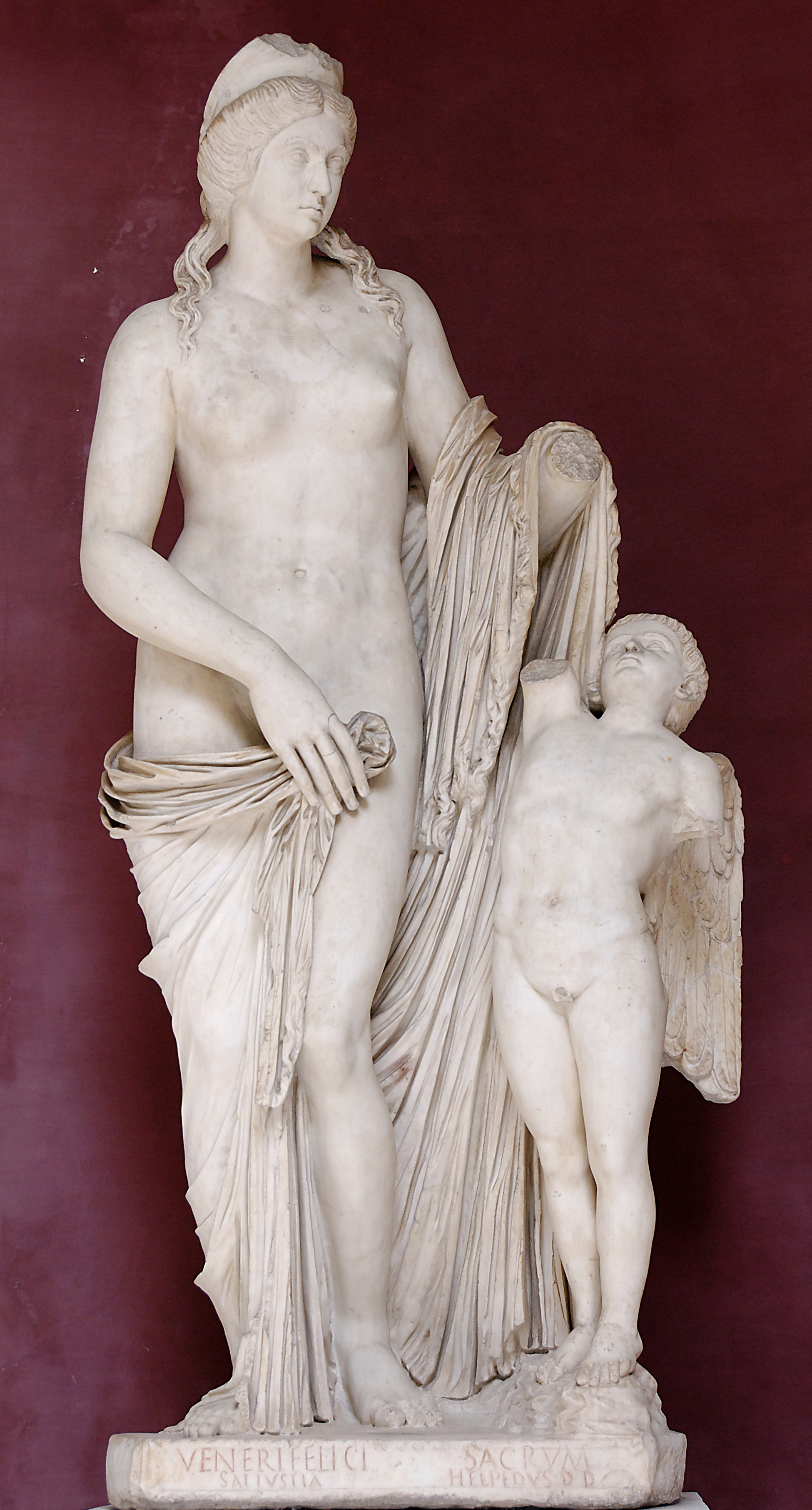
Venus Felix, Musées du Vatican

Orbiane (en latin : Cnaea Seia Herennia Sallustia Barbia Orbiana) est une impératrice et Augusta romaine qui épouse brièvement l'empereur Alexandre Sévère vers 225.

## Biographie
Orbiana est la fille de l'influent sénateur romain Seius Sallustius, au début du IIIe siècle. Elle est célèbre pour sa beauté qui a été représentée dans de nombreuses œuvres d'art.
En août 225, à l'âge de 16 ans, elle épouse l'empereur Alexandre Sévère grâce à l'entremise de Julia Mamaea, la mère de l'empereur. Elle avait de bons rapports avec son mari, mais se heurta à l'hostilité de sa mère, l'impératrice Julia Mamaea. Après avoir reçu le titre d'Augusta, sa belle-mère se montre hostile envers elle, la traitant si cruellement qu'Orbiane cherche refuge auprès de son père, devenu peut-être césar entre-temps. Sallustius demande la protection de la garde prétorienne pour Orbiane mais sa demande a été perçue comme une trahison. En août 227, Sallustius est exécuté. Orbiane perd ses titres officiels, elle est répudiée et bannie dans la province de Libye, en Afrique. Alexandre Sévère aurait pu intervenir mais laisse faire sa mère.

## Orbiane dans les arts

### Sculpture
Une célèbre statue d'Orbiane la représente en Venus Felix. Elle a été déterrée près de l’église de la Sainte-Croix à Jérusalem. La statue en marbre se trouve désormais dans le Belvédère Cortile dans les Musées du Vatican.

### Numismatique

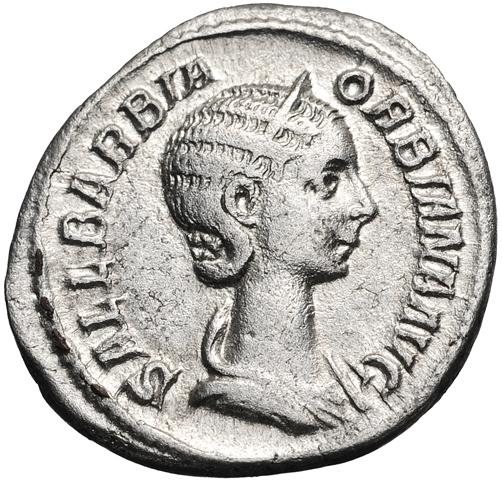
Denier dOrbiane.

C'est la seule épouse de Sévère que l'on trouve sur des monnaies, sa mère Julia Mamaea y est plus souvent présente.

### Opéra
Son histoire a inspiré le livret de Salustia, un opéra de Pergolèse créé en 1732 à Naples: Sallustia, épouse d'Alexandre Sévère, est calomniée par sa belle-mère, la jalouse Julie. Celle-ci tente de le convaincre de la répudier mais le père de Sallustia, Adrien, tente de tuer Julie. Condamné à être jeté aux fauves, il parvient à tuer le léopard qui devait le dévorer. Julie lui pardonne et les époux se réunissent.